# Ricardo Julián Martínez
Ricardo Julián Martínez Pavón (Asunción, 18 febbraio 1984) è un calciatore paraguaiano, difensore del Rubio Ñu.

## Carriera

### Club
Durante la sua carriera ha giocato con numerose squadre di club.

## Palmarès

### Club

#### Competizioni nazionali
- Campionato paraguaiano: 3

Libertad: 2006, 2007, Apertura 2008